# フランケナウ
フランケナウ (ドイツ語: Frankenau, ドイツ語発音: [ˈfraŋkəna͜u]) は、ドイツ連邦共和国ヘッセン州ヴァルデック＝フランケンベルク郡に属す小都市である。

## 地理

### 位置
フランケナウは、ケラーヴァルト内、タールガング山の南西に位置する。この街はケラーヴァルト＝エーダーゼー国立公園の南辺縁部、エーダー川支流のロルフェバッハ川上流沿いにあたる。

### 気候
年間降水量は 733 mm で、ドイツの標準的な値である。最も乾燥する月は2月、最も降水量が多い月は6月である。6月には2月の約 1.5倍の降水があるが、この変化は小さな値であり、年間通して比較的安定した数値である。

### 隣接する市町村
フランケナウは、北はフェール、東はエーダータールおよびバート・ヴィルドゥンゲン、南はハイナ、西はフランケンベルク（以上、いずれもヴァルデック＝フランケンベルク郡）と境を接している。

### 市区
| - フランケナウ中核市区 - アレンドルフ - アルテンロートハイム | - ダインローデ - エラースハウゼン - ルイーゼンドルフ |

## 歴史
フランケナウと、隣のフランケンベルクの成立は、おそらくフランク王国時代に遡る。この地域への定住は、カッティ族によってなされた。元々フランケナウの集落は、ザクセン人との境界の防衛施設として設けられたと考えられる。おそらく500年から750年頃のことである。フランケナウは、テューリンゲン方伯ハインリヒ・ラスペによって1242年に都市権を授けられた。フランケナウに関する現存する最も古い文献は、1266年4月4日付けのヘッセン方伯ハインリヒ1世が作成した文書で、都市権授与の確認に関する内容を含んでいる。
フランケナウは何世紀もの間、貧しい農耕市民の小都市であり続けた。1865年4月22日、特別に甚大な禍がこの街の住民を襲った。街のほぼ全域が火災の犠牲となったのである。当時の住民の多大な努力によってこの街は再建できたのであった。
現在、フランケナウは、ヴァルデック＝フランケンベルク郡のレジャーの中心地の一つとして、また、ケラーヴァルト＝エーダーゼー国立公園の門として知られる保養地となっている。

### ユダヤ人コミュニティ
ユダヤ人住民は、1659年に「保護ユダヤ人」として 2人家族が記録されているのが最初である。次いで1671年に第二のユダヤ人家族が報告されている。18世紀に緩やかな増加が始まり、1785年には 7 人の「保護ユダヤ人」が記されている。ユダヤ人組織はそれほど大きくはなかった。1905年に全住民 980 人中 7.1 % にあたる 70 人となったのがピークであった。この小さなユダヤ人組織は、シナゴーグ、ユダヤ人学校、ミクワー、ユダヤ人墓地を有していた。シナゴーグは、1865年の大火の後、1867年に建設された。
1933年、この街には65人のユダヤ人が住んでいた。その後、この数は移住・転出によって急速に減少していった。最後のユダヤ人家族は、1939年3月28日にフランケナウから転出したことが報告されている。1938年にはユダヤ教の祭事を行うケヒッラーを組織することが出来なくなることが予見されており、シナゴーグは1938年の春から夏頃に近隣住民に売却されていた。この建物は結局取り壊された。地下室と基礎部分は1949年まで存在していた。リーシュ通り6番地のこの基礎の上には、後に新しい建物が建てられた。
1992年6月17日、都市権授与750年祭を契機に、旧シナゴーグと旧プロテスタント教会との間の土地に、殺害され、あるいは土地を逐われたユダヤ人住民のための記念碑が設けられた。

## 行政

### 市議会
フランケナウの市議会は、23議席からなる。

### 姉妹都市
- ディー（フランス、ドローム県）1991年
- ワークスワース（イギリス、ダービーシャー）2006年

## 人物

### 出身者
- リヒャルト・ヒュルゼンベック（1892年 - 1974年）著作家

## 引用
1. ↑  Hessisches Statistisches Landesamt: Bevölkerung in Hessen am 31.12.2023 (Landkreise, kreisfreie Städte und Gemeinden, Einwohnerzahlen auf Grundlage des Zensus 2011)]
2. ↑  Max Mangold, ed (2005). Duden, Aussprachewörterbuch (6 ed.). Dudenverl. p. 339. ISBN 978-3-411-04066-7
3. ↑  2011年3月27日の市議会議員選挙結果 (hsl.de)